# Parcul Trandafirilor din Suceava

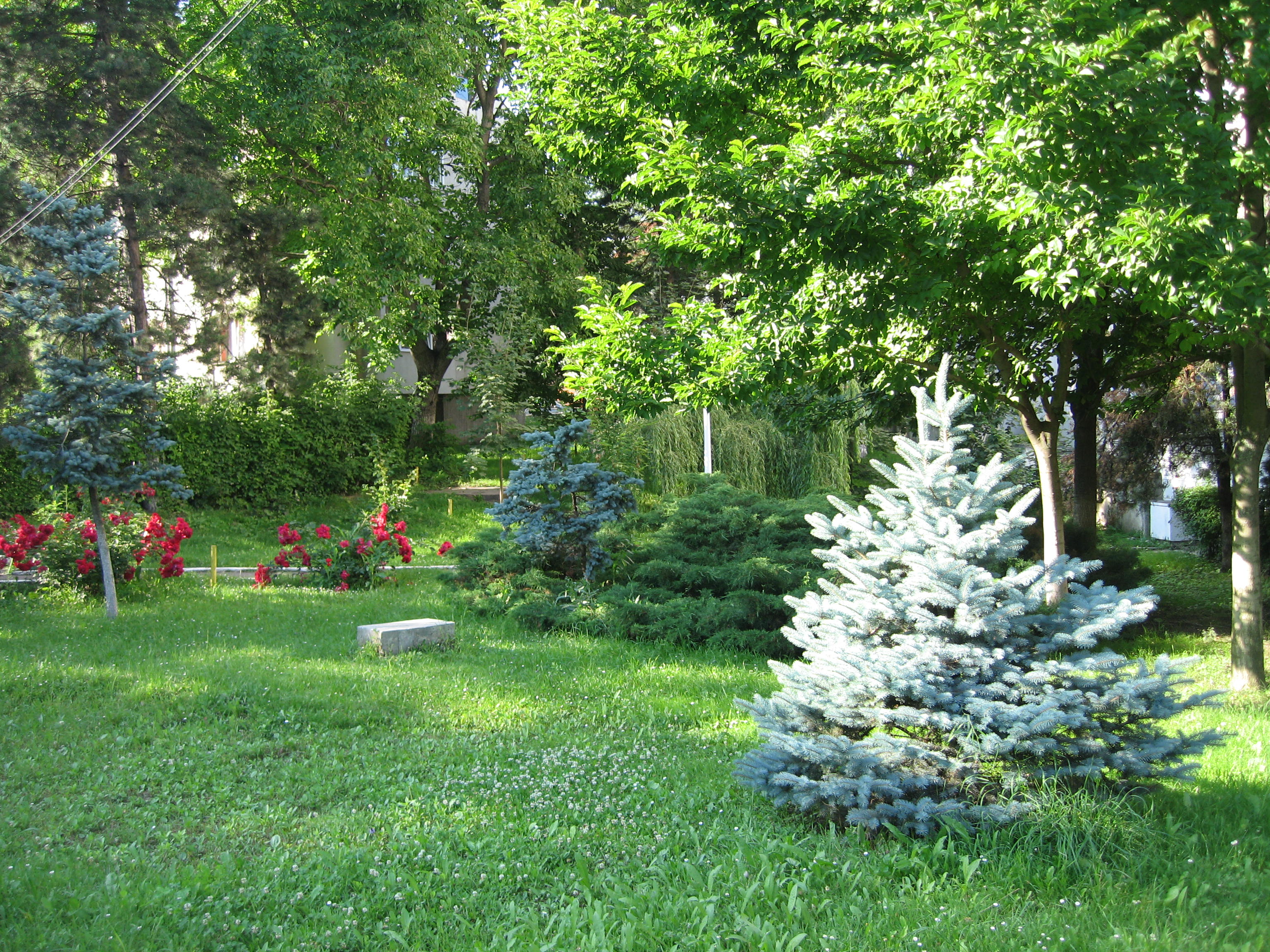
Parcul Trandafirilor din Suceava

Parcul Trandafirilor (cunoscut și sub numele Parcul Trei Bărboși sau Parcul Tribunalului) este un parc amenajat în centrul municipiului Suceava, lângă Palatul de Justiție.

## Așezare
Parcul Trandafirilor constituie un spațiu verde localizat la strada Ștefan cel Mare, în estul zonei centrale a Sucevei, la limita cu cartierul Areni, între Palatul de Justiție și clădirea Magazinului „Bucovina”. Parcul are o formă triunghiulară, fiind mărginit de strada Ștefan cel Mare la sud, Aleea Trandafirilor la nord-est și Palatul de Justiție la vest (motiv pentru care uneori este denumit Parcul Tribunalului).

## Monumente
Pe latura sudică a parcului, la strada Ștefan cel Mare, sunt amplasate trei monumente: busturile lui Costache Negri (1812–1876), Mihail Kogălniceanu (1817–1891) și Alecu Russo (1819–1859), opere ale artistului Gheorghe Covalschi, dezvelite în anul 1973. Cele trei busturi sunt realizate din bronz, au înălțimea de 1,10 metri fiecare și sunt amplasate pe socluri de beton cu înălțimea de 2,05 metri. Datorită prezenței acestor trei monumente, parcul mai este cunoscut ca Trei Bărboși, denumirea curentă folosită de localnici.
Grupul statuar „Familia Brâncoveanu”, operă a sculptoriței Ginete Sántha, a fost amplasat, în anul 1978, în partea central-nordică a parcului, în apropierea celor două ronduri concentrice. Din cauza poziționării, grupul statuar era aproape neobservat, motiv pentru care, în octombrie 2004, a fost mutat în spatele Palatului de Justiție, lângă Biserica Nașterea Maicii Domnului, a cărei construcție fusese finalizată cu puțin timp înainte.

## Imagini

Bustul lui Alecu Russo
Bustul lui Mihail Kogălniceanu
Bustul lui Costache Negri
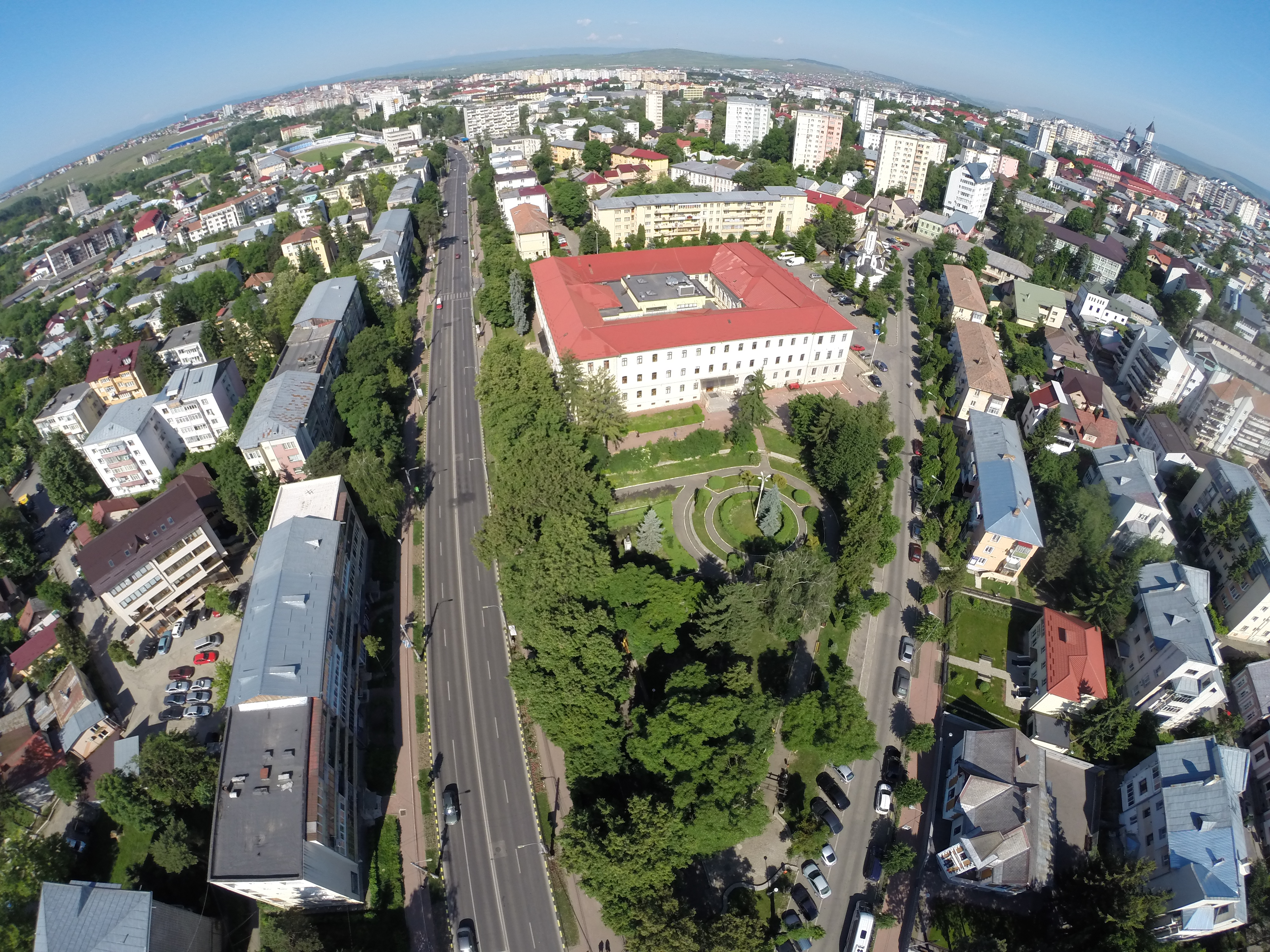
Perspectivă aeriană cu Parcul Trandafirilor și Palatul de Justiție din Suceava